# Nuevas Versiones
Nuevas Versiones es un álbum de estudio de Attaque 77 que fue publicado en 2014. Tal como se titula el disco, cuenta con 10 nuevas versiones de canciones que forman parte de los álbumes más antiguos de la banda, ahora cantadas por Mariano Martínez, mientras que en la versión original eran cantadas por Ciro Pertusi.

## Canciones
1. Gil (Ciro Pertusi) - 02:08. (de Dulce Navidad)
2. Vuelve a casa (Ciro Pertusi) - 02:05. (de El cielo puede esperar)
3. Chicos y perros (Ciro Pertusi) - 04:00. (de Ángeles caídos)
4. Todo está al revés (Ciro Pertusi, Martínez, Scaglione, De Cecco) - 02:37. (de Todo está al revés)
5. Ángel (Ciro Pertusi) - 04:01. (de Un día perfecto (U.D.P))
6. Cambios (Ciro Pertusi) - 02:16. (de Un día perfecto (U.D.P))
7. El Perro (Ciro Pertusi) - 02:16. (de Amén!)
8. Espadas y serpientes (Ciro Pertusi) - 03:25. (de El cielo puede esperar)
9. Canción inútil (Ciro Pertusi) - 04:53. (de Radio Insomnio)
10. No me arrepiento de este amor (M. A. Bianchi) - 04:00. (de Otras canciones)

## Miembros
- Mariano Martínez: Voz líder y guitarra.
- Luciano Scaglione: Bajo, coros y voces.
- Leo De Cecco: Batería.